# 大小田結貴
大小田 結貴（おおこだ ゆき、1994年 - ）は、日本の天文学者。広島県呉市出身。
広島女学院中学校・高等学校、九州大学理学部物理学科卒業。東京大学大学院理学系研究科物理学専攻修士課程修了。東京大学大学院理学系研究科物理学専攻博士課程在学中。
大学院修士課程2年在籍時の2018年に、出来て間もない恒星の周辺に密度の高い円盤状の物質の集まりを発見したことで世界的に注目を集めた。これは惑星系のもととなる状態だと言われている。この恒星はアメリカ合衆国、イギリス、オランダの共同開発によるIRAS望遠鏡を使用して観測され IRAS 15398-3359と呼ばれる。
大小田と研究仲間たちは惑星系の形成をチリのアタカマ砂漠にあるALMA望遠鏡を使用して研究している。2018年、大小田はBBCにより世界で影響力のある100人の女性の一人に選ばれた。

## 著作
- Yuki Okoda, Yoko Oya, Nami Sakai, Yoshimasa Watanabe, Jes K. Jørgensen, Ewine F. Van Dishoeck, and Satoshi Yamamoto. The Co-evolution of Disks and Stars in Embedded Stages: The Case of the Very-low-mass Protostar IRAS 15398-3359 - Astrophysical Journal Letters